# Francesco Grazzi
Francesco Grazzi detto Stecco (Sinalunga, 1799 – Sinalunga, 18 settembre 1843) è stato un fantino italiano, vincitore del Palio di Siena nel 1827.

## Carriera
Dopo aver esordito al Palio di Siena nel luglio 1826 nella Pantera, Stecco riuscì a centrare il successo già alla sua seconda presenza in Piazza del Campo, il 2 luglio 1827. Correndo nel Leocorno, riuscì ad avere la meglio di Giovanni Buoni detto Bonino dell'Oca dopo una rimonta dagli ultimi posti, passando per primo al bandierino d'arrivo per la "sola testa del cavallo".
Corse ancora fino al luglio 1834, senza riuscire a bissare la vittoria del 1827. Ma un fatto curioso avvenne in occasione del Palio del 2 luglio 1835. Il fantino in quell'occasione non trovò nessuna contrada disposta a fargli correre il Palio. Evidentemente amareggiato, prima delle corsa si fermò a bere in diverse bettole per poi appostarsi nei pressi della curva di san Martino in Piazza del Campo. Dal racconto di un testimone, si apprende così che quando Stecco vide il fantino della Civetta (Massimiliano Garuglieri detto Storto) cadere proprio a san Martino, preso dai fumi dell'alcool e ignorando qualsiasi regola, «afferrò il cavallo per la pancia e ci montò sopra e andò dietro agli altri, ma giunto alla voltata di san Martino il cavallo venne quasi a toccare il muro, così scivolò e cadde e nello istesso tempo cadde Stecco che lo montava, senza dare alcun segno di vita, perché nella cascata che fece batté fortemente il capo in terra».
Soccorso, e trasportato nella vicina osteria del Socini, venne poi portato in ospedale, dove si riprese prontamente. Fu questa la sua ultima apparizione in Piazza del Campo, pure in virtù di una condanna che lo obbligava dal 20 giugno al 20 agosto di ogni anno a non "mettere piede in Siena". Nonostante ciò, nel 1840 disattese questo precetto e venne pertanto arrestato e condannato a tre giorni di carcere, perché sorpreso nel periodo paliesco a passeggiare in Piazza del Campo.